# Tomislav Buljan
Tomislav Mihael Buljan (Split, Croacia, 3 de noviembre de 2002) es un baloncestista croata que pertenece a la plantilla de MHP Riesen Ludwigsburg de la Basketball Bundesliga. Con 2,03 metros de estatura, juega en la posición de ala-pívot. 

## Trayectoria deportiva
Es un jugador formado en el KK Zadar con el que llegó a jugar en su equipo junior desde 2018 a 2021. En la temporada 2021-22, con el primer equipo del KK Zadar disputa 32 partidos de la Liga del Adriático y 14 partidos en la Liga croata.
El 10 de agosto de 2022, firma con el Club Joventut Badalona de la Liga Endesa por una temporada. Durante la temporada 2021-22, firma con el Club Bàsquet Prat de la Liga LEB Plata, club vinculado del Club Joventut Badalona, para alternar participaciones con ambos equipos.
El 17 de agosto de 2023, firma por la Cibona Zagreb de la ABA Liga, con el que promedia 9 puntos,6 rebotes,1 asistencia y 10 de valoración en 21 partidos.
El 16 de marzo de 2024, firma por el Club Melilla Baloncesto de la Liga LEB Oro, cedido hasta el final de la temporada.
El 18 de julio de 2024, firma por el MHP Riesen Ludwigsburg de la Basketball Bundesliga.

## Selección nacional
Es internacional con las categorías inferiores de la selección de baloncesto de Croacia. En verano de 2022, disputó el Europeo Sub-20, en el que fue el noveno máximo anotador (15'7 puntos por partido), el segundo máximo reboteador del torneo (9'9 rebotes de media) y el tercer jugador más valorado (20).